# Mastigophorus
Mastigophorus é um gênero de traça pertencente à família Arctiidae.